# Voluntaris en Assessoria Empresarial
Voluntaris en Assessoria Empresarial más conocida por su acrónimo VAE, es una organización sin ánimo de lucro, independiente, apolítica y aconfesional. Su objetivo es reforzar el tejido empresarial y disminuir el paro. Ofrece, de forma desinteresada, la experiencia profesional de sus socios y colaboradores. Está formada por profesionales, jubilados o en activo, expertos en el área empresarial. Sus actividades, principalmente en asesoría y formación, son sin coste para el beneficiario final: emprendedores y pymes que no pueden acceder a servicios de consultoría especializados. Fundada en Barcelona en 2005, está inscrita en el Registro de Entidades Jurídicas del  Departamento de Justicia de la Generalidad de Cataluña y en el Censo de Entidades de Voluntariado.

## Elementos diferenciadores
Sus elementos diferenciales con otras entidades del sector son:
- Arraigo en la sociedad catalana. Referentes en Cataluña en voluntariado de asesoría y formación empresarial.
- Rápida capacidad de reacción ante los cambios sociales. Flexibilidad organizativa.
- Abierta tanto a personas retiradas como en activo, que quieran dedicar parte de su tiempo al voluntariado, lo que facilita la actualización de conocimientos y el intercambio intergeneracional.

## Programas / Actividades

### Asesoría empresarial.[4]
El asesoramiento gratuito a cargo de los voluntarios de VAE se dirige principalmente a:
- La creación de empresas
- La consolidación de negocios
- Proyectos de emprendimiento para inmigrantes (tanto para los que llegan como para los que regresan al país de origen)
- Otras entidades sin ánimo de lucro.
Esta actividad se vehicula a través de:
- Participación en programas públicos de ayuda, sin coste para los asesorados, como:
- “Cataluña Emprende”  (Departamento de Empresa y Empleo de la Generalidad de Cataluña)
- Con el mismo Departamento, colaboración con las iniciativas de ayuda a la economía social y a empresas cooperativas.
- Cooperación con los departamentos de promoción económica de ayuntamientos como:
- "Pon un senior en tu empresa" de Barcelona Activa
- "Crecimiento" "Mentoring" "Reempresa" de Barcelona Activa.
- Programas en colaboración con otras entidades como: Cruz Roja, Fedelatina, las Fundaciones  PIMEC, Pere Tarrés, Esplai,...etc.
- Día del Emprendedor en el BizBarcelona.
Junto con las personas que se dirigen directamente a VAE, cerca de 400 casos cada año, son tratados gratuitamente por los voluntarios de la entidad. Cabe señalar que en una alta proporción son personas en riesgo de exclusión. De ellas, en torno a la tercera parte son parados y una cantidad significativa de origen inmigrante.

### Formación
El programa llamado "La aventura empresarial" se ha convertido en un referente en la actividad de VAE. Aporta una visión totalmente práctica, de forma que interactivamente y por la vía del tratamiento de casos en vez de teorías, transmite la experiencia de los que han creado y gestionado empresas. Dirigido prioritariamente a estudiantes de los ciclos de formación profesional, se está centrando en los profesores de la asignatura de emprendimiento de FP, a fin de aprovechar su potencial multiplicador (se calcula que cada uno de ellos llega a unos 200 alumnos). En 2013, primer año del programa participaron 200 alumnos de los que 90 eran profesores de FP.

### Cooperación Internacional
Programa Andino de prácticas de estudiantes universitarios, futuros directivos de América Latina. Este año se celebra la 10 ª edición de este programa por el que ya han pasado 80 estudiantes. Participan como promotores VAE y la Fundación Gabriel Vilaseca Soler de Guayaquil (Ecuador); las empresas catalanas que acogen en régimen de prácticas a los estudiantes; y tres universidades: ESPOL de Guayaquil, ESPOCH de Riobamba (ambas de Ecuador) y la UPC de Barcelona.

## Medios de comunicación y referencias
1. ↑  El Periódico, 28 de marzo de 2012
2. ↑  La Vanguardia, 11 de mayo de 2012
3. ↑  «La Vanguardia, 17 de marzo de 2013». Archivado desde el original el 14 de julio de 2014. Consultado el 23 de septiembre de 2014.
4. ↑   TVE-2
5. ↑   Mentoring
6. ↑  «PIMEC». Archivado desde el original el 14 de julio de 2014. Consultado el 23 de septiembre de 2014.
7. ↑   Programa internacional